# Marhaura
Marhaura là một thành phố và là một khu vực quy hoạch (notified area) của quận Saran thuộc bang Bihar, Ấn Độ.

## Địa lý
Marhaura có vị trí 25°58′B 84°52′Đ / 25,97°B 84,87°Đ Nó có độ cao trung bình là 52 mét (170 feet).

## Nhân khẩu
Theo điều tra dân số năm 2001 của Ấn Độ, Marhaura có dân số 24.534 người. Phái nam chiếm 52% tổng số dân và phái nữ chiếm 48%. Marhaura có tỷ lệ 42% biết đọc biết viết, thấp hơn tỷ lệ trung bình toàn quốc là 59,5%: tỷ lệ cho phái nam là 54%, và tỷ lệ cho phái nữ là 29%. Tại Marhaura, 19% dân số nhỏ hơn 6 tuổi.